# 赫努什佳

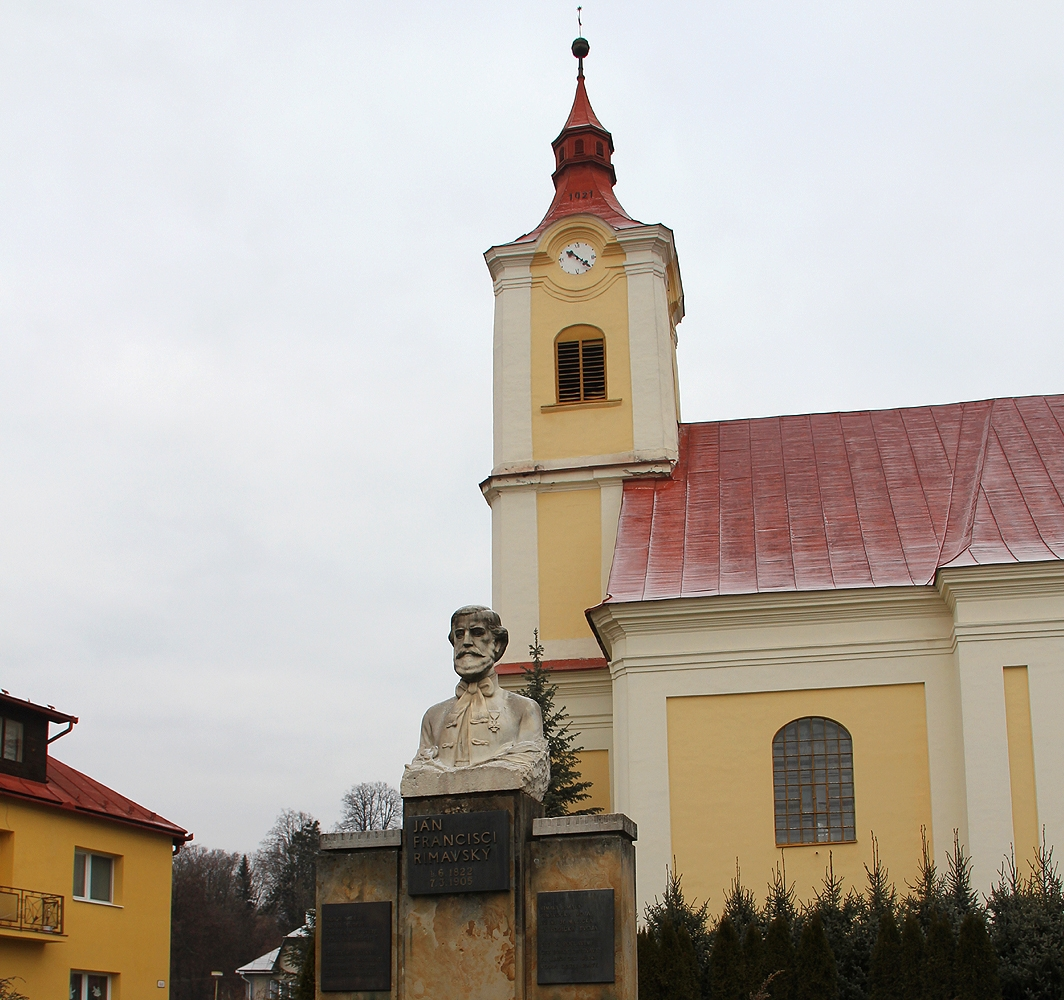

赫努什佳是斯洛伐克的城鎮，位於該國南部，由班斯卡-比斯特里察州負責管轄，面積68.05平方公里，海拔高度298米，2008年人口7,513，其中四成居民信奉基督教。

## 外部連結
- Official website （页面存档备份，存于） （斯洛伐克文）